# العلاقات الإيطالية الدومينيكية
العلاقات الإيطالية الدومينيكية هي العلاقات الثنائية التي تجمع بين إيطاليا ودومينيكا.

## مقارنة بين البلدين
هذه مقارنة عامة ومرجعية للدولتين:
| وجه المقارنة                                              | إيطاليا                                                  | دومينيكا              |
| --------------------------------------------------------- | -------------------------------------------------------- | --------------------- |
| المساحة (كم2)                                             | 301.34 ألف                                               | 751                   |
| عدد السكان (نسمة)                                         | 60.60 مليون                                              | 73.92 ألف             |
| الكثافة السكانية (ن./كم²)                                 | 201.1                                                    | 9.84 ألف              |
| العاصمة                                                   | روما، فلورنسا، تورينو                                    | روسو                  |
| اللغة الرسمية                                             | اللغة الإيطالية                                          | لغة إنجليزية          |
| العملة                                                    | يورو، ليرة إيطالية                                       | دولار شرق الكاريبي    |
| الناتج المحلي الإجمالي (بليون دولار)                      | 1.93 تريليون                                             | 562.54 مليون          |
| الناتج المحلي الإجمالي (تعادل القوة الشرائية) بليون دولار | 2.26 تريليون                                             | 789.63 مليون          |
| الناتج المحلي الإجمالي الاسمي للفرد دولار أمريكي          | 29.96 ألف                                                | 7.12 ألف              |
| الناتج المحلي الإجمالي للفرد دولار أمريكي                 | 35.46 ألف                                                | 10.88 ألف             |
| مؤشر التنمية البشرية                                      | 0.873                                                    | 0.724                 |
| رمز المكالمات الدولي                                      | +39                                                      | +1767                 |
| رمز الإنترنت                                              | .it                                                      | .dm                   |
| المنطقة الزمنية                                           | توقيت وسط أوروبا، ت ع م+01:00، ت ع م+02:00، أوروبا/روما ‏ | 00، توقيت أطلنطي موحد |

## منظمات دولية مشتركة
يشترك البلدان في عضوية مجموعة من المنظمات الدولية، منها:
| علم المنظمة | اسم المنظمة                        | تاريخ انضمام إيطاليا | تاريخ انضمام دومينيكا |
| ----------- | ---------------------------------- | -------------------- | --------------------- |
|             | يونسكو                             | ?                    | 9 يناير 1979          |
|             | مؤسسة التمويل الدولية              | 27 ديسمبر 1956       | 29 سبتمبر 1980        |
|             | منظمة حظر الأسلحة الكيميائية       | ?                    | ?                     |
|             | مؤسسة التنمية الدولية              | 24 سبتمبر 1960       | 29 سبتمبر 1980        |
|             | منظمة التجارة العالمية             | 1995                 | ?                     |
|             | وكالة ضمان الاستثمار متعدد الأطراف | 29 أبريل 1988        | 7 أكتوبر 1991         |
|             | الاتحاد البريدي العالمي            | ?                    | ?                     |
|             | الاتحاد الدولي للاتصالات           | 1866                 | 28 أكتوبر 1996        |
|             | منظمة الشرطة الجنائية الدولية      | ?                    | ?                     |
|             | الأمم المتحدة                      | 14 ديسمبر 1955       | 18 ديسمبر 1978        |
|             | البنك الدولي للإنشاء والتعمير      | 27 مارس 1947         | 29 سبتمبر 1980        |
|             | بنك التنمية الكاريبي ‏              | ?                    | ?                     |

## أعلام
هذه قائمة لبعض الشخصيات التي تربطها علاقات بالبلدين:
- أوسكار دي لا رينتا (22 يوليو 1932[20][21][22] – 20 أكتوبر 2014[20][21][22])
- أوليسيس فرانسيسكو إسبايلات (9 فبراير 1823[23] – 25 أبريل 1878[23])
- برناردو فيغا (23 فبراير 1938 – )
- بوبي برموديز (12 نوفمبر 1928 – 3 ديسمبر 2014)
- خوسيه جبريل غارسيا (13 يناير 1834 – 19 يناير 1910)
- فرانشيسكا سيجاريلي (لاعبة كرة مضرب من جمهورية الدومينيكان، 5 سبتمبر 1990 – )
- كارلوس فيليبي موراليس (23 أغسطس 1867 – 1 مارس 1914)
- ماكس بويغ (عقد 1940 – )

## وصلات خارجية
- موقع وزارة الخارجية الإيطالية